# 턱끝목뿔근
턱끝목뿔근(geniohyoid muscle), 또는 이설골근은 턱목뿔근의 안쪽 경계보다 위쪽에 위치한 좁은 근육이다. 턱('genio-'는 '턱'이라는 뜻의 표준 접두사)에서 목뿔뼈('hyoid')까지 이어지는 경로에서 이름을 따 왔다.

## 구조
턱뼈결합 뒤쪽의 아래 턱끝가시에서 일어나 뒤쪽으로, 그리고 약간 아래쪽으로 주행하여 목뿔뼈 몸통의 앞면에 닿는다. 반대편 턱끝목뿔근과 만난다. 목뿔뼈 위쪽에 있으므로 목뿔위근육에 속한다. 혈액은 혀동맥의 가지에 의해 공급된다.

### 신경 분포
턱끝목뿔근은 혀밑신경을 따라 이동하는 첫째목신경의 섬유에 의해 지배된다. 처음 세 개의 목신경(C1, C2, C3)이 목신경고리를 형성하지만, 첫째목신경의 날신경섬유 일부는 목신경 형성에 기여하지 않기 때문에 턱끝목뿔근은 첫째목신경의 지배를 받는다고 보통 말한다.

### 변이
반대쪽에 있는 턱끝목뿔근과 섞이거나 이중으로 있을 수 있다. 턱끝목뿔근에서 나온 근육 슬립이 목뿔뼈의 큰뿔이나 턱끝혀근으로 주행할 수도 있다.

## 기능
턱끝목뿔근은 목뿔뼈를 앞쪽과 위쪽으로 움직인다. 또한 상기도를 확장시켜 호흡을 돕는다. 삼키기를 시작하는 동안(음식의 덩어리가 입에서 인두로 밀려날 때), 목뿔뼈와 혀는 턱두힘살근 앞힘살, 턱목뿔근, 턱끝목뿔근에 의해 위쪽과 앞쪽으로 당겨진다. 아래턱뼈를 누르는 것도 돕는다.

## 역사
인간에서 턱끝목뿔근의 기울어진 모양은 네안데르탈인의 턱끝목뿔근이 수평으로 주행하는 것과 대조된다.

## 추가 이미지
위키미디어 공용에 턱끝목뿔근 관련 미디어 분류가 있습니다.

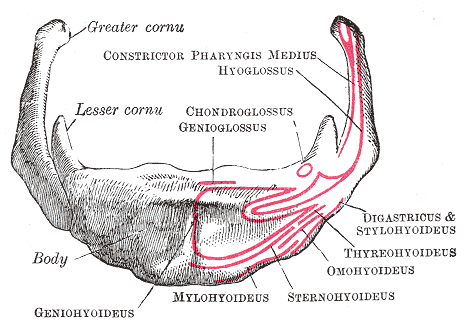
목뿔뼈 앞면.
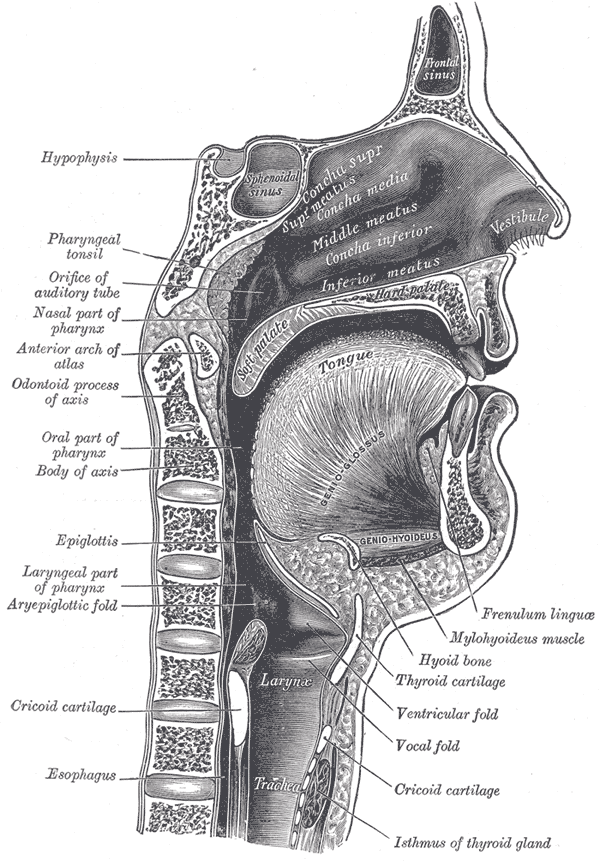
코 입, 인두, 후두의 시상 단면.
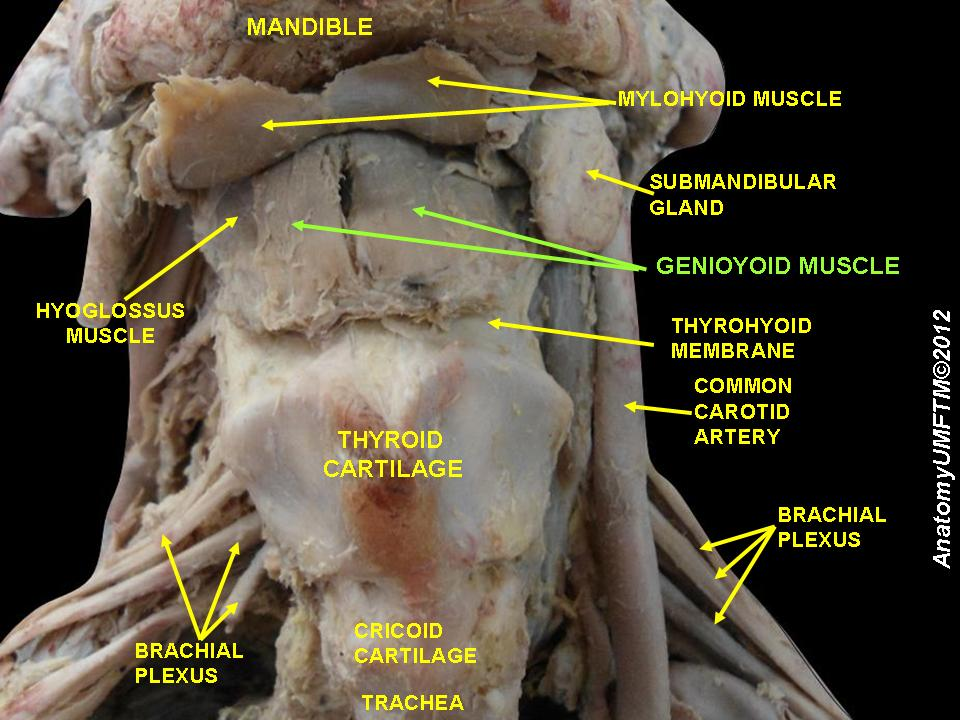
턱끝목뿔근.
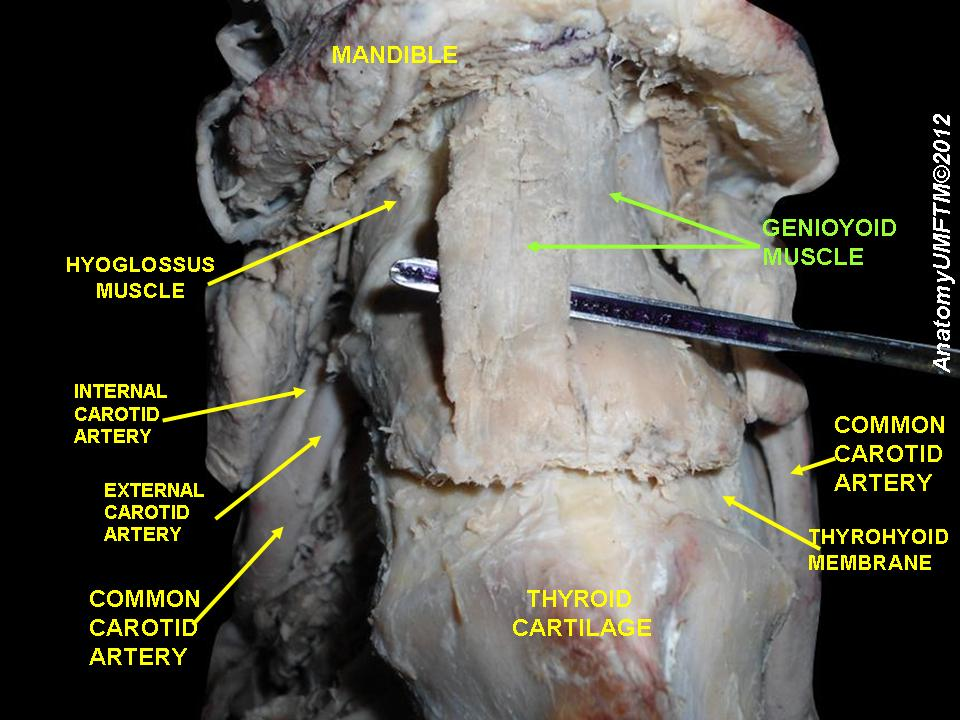
턱끝목뿔근.
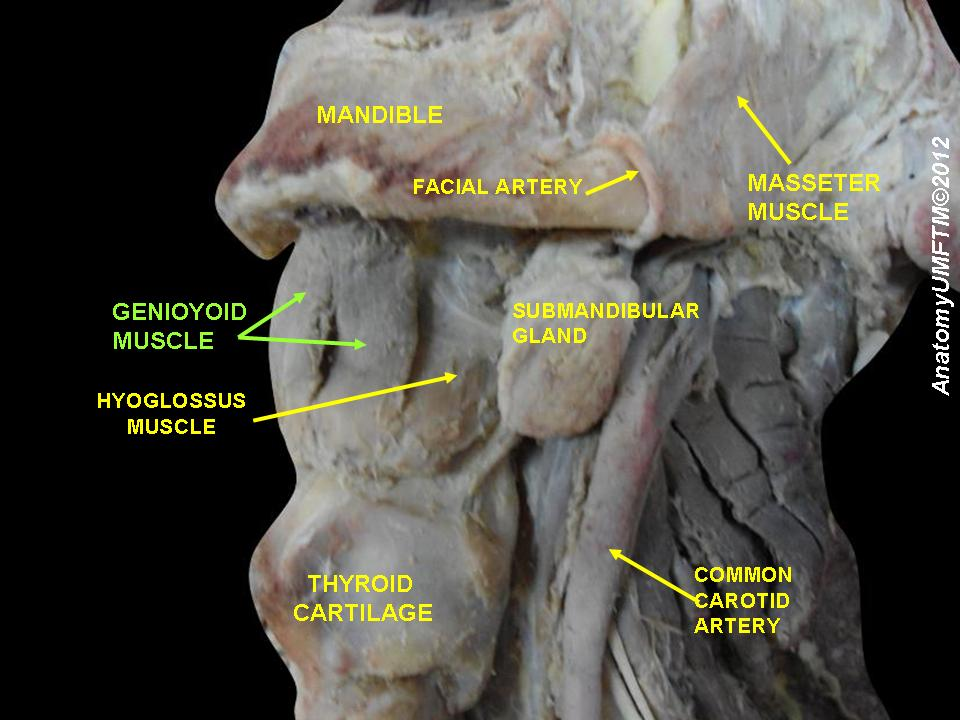
턱끝목뿔근.

## 참고 문헌
이 문서는 현재 퍼블릭 도메인에 속하는 그레이 해부학 제20판(1918) page 393의 내용을 기초로 작성된 글이 포함되어 있습니다.
1. ↑  http://medical-dictionary.thefreedictionary.com/genio-
2. 1 2 3  Singh, Inderbir (2009). 《Essentials of anatomy》 2판. New Delhi: Jaypee Bros. 346쪽. ISBN 978-81-8448-461-8.[깨진 링크(과거 내용 찾기)]
3. 1 2  Takahashi, S. (2002년 12월 1일). “Breathing modes, body positions, and suprahyoid muscle activity”. 《Journal of Orthodontics》 29 (4): 307–313. doi:10.1093/ortho/29.4.307. PMID 12444272.
4. ↑  Drake, Richard L.; Vogl, Wayne; Tibbitts, Adam W.M. Mitchell; illustrations by Richard; Richardson, Paul (2005). 《Gray's anatomy for students》 Pbk.판. Philadelphia: Elsevier/Churchill Livingstone. 988쪽. ISBN 978-0-443-06612-2.
5. ↑  Barney, A.; Martelli, S.; Serrurier, A.; Steele, J. (2011년 11월 21일). “Articulatory capacity of Neanderthals, a very recent and human-like fossil hominin”. 《Philosophical Transactions of the Royal Society B: Biological Sciences》 367 (1585): 88–102. doi:10.1098/rstb.2011.0259. PMC 3223793. PMID 22106429.